# José Ollarves
José Ollarves (* 5. Mai 1953) ist ein ehemaliger venezolanischer Radrennfahrer.

## Sportliche Laufbahn
Ollarves war Straßenradsportler und im Bahnradsport aktiv. Er war Teilnehmer der Olympischen Sommerspiele 1976 in Montreal. Im olympischen Straßenrennen kam er auf den 58. Rang. Im Mannschaftszeitfahren wurde der Vierer aus Venezuela mit José Ollarves, Justo Galaviz, Jesús Escalona und Serafino Silva 21. des Rennens.
Bei den Zentralamerika- und Karibikspielen gewann er 1974 die Bronzemedaille im Mannschaftszeitfahren und in der Mannschaftsverfolgung. Bei den Panamerikanischen Spielen 1976 wurde er mit seinem Team Zweiter im Mannschaftszeitfahren.